# King's Valley II
King's Valley II: The Seal of El Giza is een platform/puzzel-computerspel. Het spel werd ontwikkeld en uitgegeven in 1988 door de Japanse computerspellenfabrikant Konami voor de MSX-computer als vervolg op King's Valley. Het spel is geschikt voor de MSX 1- en MSX 2-computers. De MSX 2-versie werd alleen uitgebracht in Japan. De MSX 2-versie was hetzelfde spel, met kleine verschillen zoals de muziek en sommige items in een andere kleur.

## Spel
Het spel bestaat uit zes verschillende piramides met elk tien levels. Het doel van het spel is diamanten verzamelen en hierbij diverse mummies en monsters uit de weg gaan. Met items als houwelen en drilboren moet een ideaal pad bedacht worden waarbij alle diamanten gepakt worden en men bij de uitgang terechtkomt.